# Szarża lekkiej brygady (film 1936)

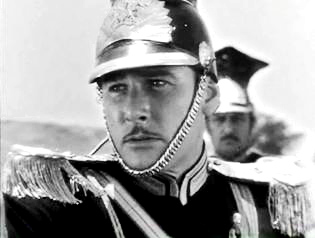
Errol Flynn

Szarża lekkiej brygady (ang. The Charge of the Light Brigade) – amerykański film historyczny z 1936 roku na podstawie poematu lorda Alfreda Tennysona.

## Treść
Dwaj bracia rywalizują o względy tej samej kobiety. Wkrótce wybucha wojna krymska. Obaj biorą w niej udział, służąc w 27 Pułku Królewskich Lansjerów. Kulminacyjnym momentem filmu jest słynna szarża brytyjskiej kawalerii podczas bitwy pod Bałakławą.

## Obsada
- Errol Flynn – Mjr Geoffrey Vickers
- Olivia de Havilland – Elsa Campbell
- Patric Knowles – Kpt. Perry Vickers
- Henry Stephenson – sir Charles Macefield
- Donald Crisp – Płk Campbell
- Nigel Bruce – sir Benjamin Warrenton
- David Niven – Kpt. James Randall
- Robert Barrat – Hrabia Igor Volonoff
- Spring Byington – Lady Octavia Warrenton
- E.E. Clive – sir Humphrey Harcourt
- George Regas – Wazir
- Scotty Beckett – Prema Singh
- J. Carrol Naish – Subahdar-Major Puran Singh
- G.P. Huntley – Mjr Jowett
- C. Henry Gordon – Surat Khan